# Comtat de Cork
El comtat de Cork - Chorcaí en gaèlic irlandès - és un comtat de la província de Munster (República d'Irlanda). La capital del comtat és Cork i limita amb el comtat de Kerry a l'oest, amb el comtat de Limerick al nord, amb Tipperary Sud al nord- est i amb el comtat de Waterford a l'east. i les seves principals atraccions són la pedra de Blarney i el poble de Cobh.

## Ciutats i viles del comtat de Cork

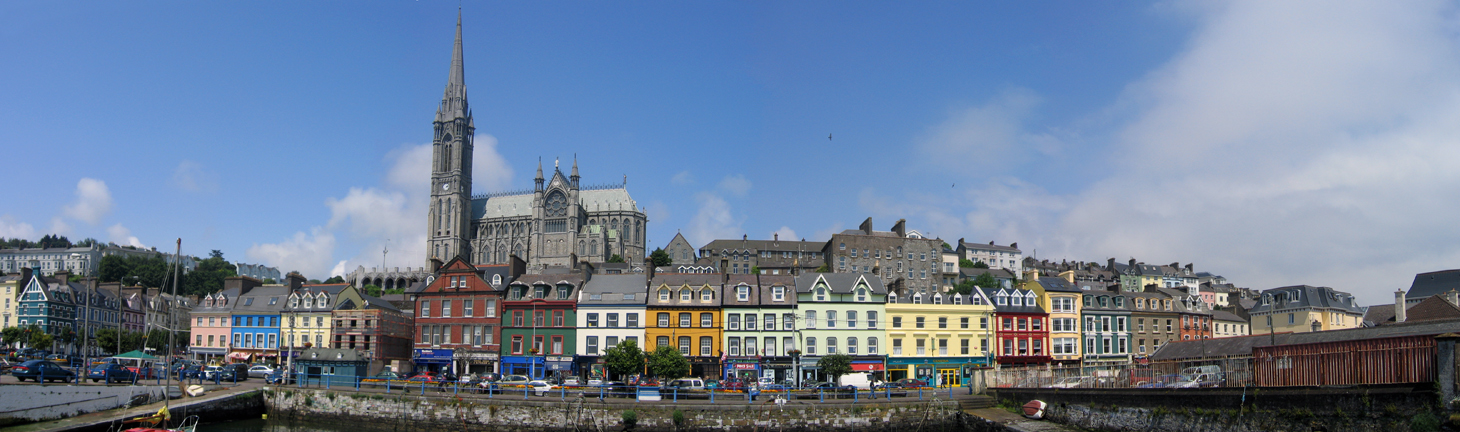
Cobh.

- Adrigole, Aghabullogue, Aghada, Allihies
- Ballinadee, Ballinascarthy, Ballincollig, Ballineen, Ballinhassig, Ballinlough, Ballinspittle, Ballycotton, Ballydehob, Ballydesmond, Ballygarvan, Ballylickey, Ballyvourney, Baltimore, Bandon, Banteer, Bantry, Barleycove, Blarney, Buttevant
- Carrigaline, Carrigtwohil, Castletownbere, Castletownroche, Castletownshend, Castlemartyr, Charleville, Clonakilty, Cloyne, Coachford, Cobh, Coolea, Cork, Courtmacsherry, Crookhaven, Crossbarry, Crosshaven
- Doneraile, Douglas, Drimoleauge, Drinagh, Dromahane, Dunmanway, Durrus
- Enniskeane
- Fermoy, Fountainstown
- Glandore, Glanmire, Glengarriff, Glounthaune, Goleen, Gougane Barra, Glenbrook
- Innishannon
- Kanturk, Kealkill, Killavullen, Kilbrittain, Kilcrohane, Killeagh, Kilmeen, Kilmichael, Kinsale, Knocknagree
- Ladysbridge, Leap
- Macroom, Mahon, Mallow, Midleton, Millstreet, Mitchelstown, Mizen Head, Monkstown
- Newcestown, Newmarket, Newtownshandrum
- Oysterhaven
- Passage West
- Ringaskiddy, Rockchapel, Rosscarbery, Rostellan, Rylane
- Saleen, Schull, Shanagarry, Skibbereen
- Timoleague, Tower
- Union Hall
- Whitegate
- Youghal

## Situació de l'irlandès
El comtat de Cork posseeix dues àrees Gaeltacht on l'irlandès encara té vigor i és usat diàriament. Aquests són a la regió de Múscraí (Muskerry) al nord del comtat, especialment els llogarets de Cúil Aodha (Coolea), Béal Átha an Ghaorthaidh (Ballingeary) i Oileán Chléire (Cape Clear Island) que és una illa.
Al comtat hi ha 14.829 parlants d'irlandès, dels quals 3.660 són parlants nadius de la Gaeltacht de Cork. Endemés hi ha 6.273 parlants més que assisteixes a les 21 Gaelscoils i sis Gaelcholáiste arreu del comtat. Segons el cens irlandès de 2006 hi ha 4.896 persones que s'identifiquen com a parlants habituals d'irlandès que estan fora del sistema educatiu.
Ballingeary és un centre important per a l'ensenyament i promoció de l'irlandès, ja que compta amb una escola d'estiu força activa anomenada Coláiste na Mumhan (Col·legi de Munster).

## Història

### Irlanda antiga i invasió normanda
Molt del que ara és el Comtat de Cork va ser una vegada part del regne de Des Muin (Munster del sud), conegut com a Desmond en anglès, governat per la dinastia MacCarthy Mor. Després de la invasió normanda en el segle xii, els MacCarthy van ser empesos cap a l'actual comtat de Kerry. El nord i l'est de Cork van ser ocupats per la dinastia Hiberno-Normanda dels Fitzgerald, que acabarien rebent el títol de comtes de Desmond. La ciutat de Cork va rebre carta reial anglesa en 1318 i durant molts segles va ser un centre destacat per a la comunitat d'anglesos vells a Irlanda.

### Guerra de les dues roses
En 1491 Cork havia jugat un important paper durant la Guerra de les Roses quan Perkin Warbeck, pretendent al tron anglès, va arribar a la ciutat i va intentar reclutar ajuda per derrotar a Enric VII d'Anglaterra. L'alcalde de Cork i diversos ciutadans importants van ser amb Warbeck a Anglaterra, però després el col·lapse de la rebel·lió van ser capturats i executats. El sobrenom de Cork de la ciutat rebel s'origina en aquests esdeveniments. El sobrenom va ser aplicat més endavant al comtat sencer.

### Reconquesta Tudor d'Irlanda
Els Fitzgerald de Desmond, que havien estat els grans dominadors del territori de Desmond i Cork durant gairebé quatre-cents anys van desaparèixer de la política irlandesa després de les rebel·lions de Desmond de 1569-1573 i 1579-83 i gran part del Comtat de Cork va quedar absolutament arrasat per la guerra, especialment durant la segona de les revoltes. Com a conseqüència, gran part de Cork va ser colonitzat per anglesos en la Plantació de Munster.
En 1601, durant la Guerra dels Nou Anys, va tenir lloc en terres del comtat la decisiva batalla de Kinsale, quan les tropes espanyoles enviades per Felip III d'Espanya en suport del rebel Hugh O'Neill, II comte de Tyrone van ser derrotades pels exèrcits anglesos de Lord Mountjoy, posant fi a les esperances irlandeses de sacsejar-se el domini anglès.
El comtat de Cork va ser creat oficialment en 1606, en dividir l'antic comtat de Desmond.

### Època contemporània
En el S.XIX, Cork va ser un centre pels fenians i pel nacionalisme constitucional del Partit Parlamentari Irlandès.
Durant la Guerra d'Independència d'Irlanda, van funcionar al comtat de Cork tres brigades de l'Exèrcit Republicà Irlandès i una altra a la ciutat. Entre les accions més destacades estarien l'emboscada de Kilmichael al novembre de 1920 i la de Crossbarry al març de 1921. L'activitat dels comandos itinerants de l'IRA, com la que dirigida per Tom Barry a Cork Occidental, va ser popularitzada recentment en la pel·lícula de Ken Loach The Wind That Shakes the Barley. Durant la guerra civil irlandesa (1922-23), la major part de les unitats de l'IRA a Cork es van oposar al tractat Angloirlandès. Durant juliol i agost de 1922 la ciutat i el comtat de Cork van formar part de la suposada República de Munster. No obstant això, Cork va ser presa per les tropes irlandeses l'agost de 1922, que va incloure atacs per terra i per mar. Durant la resta de la guerra, el comtat va veure enfrontaments esporàdics de guerrilla fins que el bàndol Anti-Tractat va convocar un alto-el-foc i va abandonar les armes al maig de 1923.
Michael Collins, figura capital de l'independentisme irlandès i d'importància fonamental tant en la guerra de la independència com en la guerra civil, havia nascut prop de Clonakilty i va ser assassinat durant la guerra civil a Béal na Bláth, Cork occidental.